# Skarpnäck (Stockholms tunnelbana)
Skarpnäck ist eine unterirdische Station der Stockholmer U-Bahn. Sie befindet sich im Stadtteil Skarpnäcks Gård. Die Station wird von der Gröna linjen des Stockholmer U-Bahn-Systems bedient. Sie ist Endhaltestelle der Linie T17 der Gröna linjen. Die Station gehört zu den eher mäßig frequentierten Stationen des U-Bahn-Netzes. An einem normalen Werktag steigen hier 5.200 Pendler zu.
Die Station wurde am 15. August 1994 als 100. und letzte Station der Tunnelbana in Betrieb genommen, als der unterirdische Abschnitt der Gröne linjen zwischen Bagarmossen–Skarpnäck eingeweiht wurde. Dieser war auch der letzte Abschnitt, welcher für die Tunnelbana neu erbaut wurde. Die Bahnsteige liegen ca. 25 Meter unter der Erde. Bis zum Stockholmer Hauptbahnhof sind es etwa neun Kilometer.

## Reisezeit
| Linie | bis Station | Reisezeit | bis Station                    | Reisezeit            |
| T17   | Åkeshov     | 39 min    | Gamla stan Slussen T-Centralen | 14 min 15 min 19 min |